# 6-os busz (Salgótarján)
A salgótarjáni 6-os autóbusz a Helyi autóbusz-állomás és a Camping telep között közlekedik. Menetideje 17 perc,a járatot szóló esetleg csuklós autóbusz viszi.

## Útvonala
| Helyi autóbusz-állomás:                                                      | Camping telep felé:                                                          |
| ---------------------------------------------------------------------------- | ---------------------------------------------------------------------------- |
| Camping telep – Camping út – Füleki út – Rákóczi út – Helyi autóbusz-állomás | Helyi autóbusz-állomás – Rákóczi út – Füleki út – Camping út – Camping telep |

## Megállóhelyei
| 6 (Camping telep – Helyi autóbusz-állomás) |                              |          | | |
| Perc (↓)                                   | Megállóhely                  | Perc (↑) | Megállóhelyet érintő járatok                                                                                | Fontosabb létesítmények                                                                                              |
| 0                                          | Camping telep                | 17       | 6, 36, 61, 63, 63S                                                                                          | |
| 1                                          | Strandfürdő                  | 16       | 6, 11, 11A, 11B, 19, 36, 61, 63, 63S, 113                                                                   | Városi Strandfürdő, Strandkézilabda pálya                                                                            |
| 2                                          | Beszterce-lakótelep          | 15       | 6, 11, 11A, 11B, 19, 36, 61, 63, 63S, 113                                                                   | |
| 3                                          | Béketelep                    | 14       | 6, 11, 11A, 11B, 19, 36, 61, 63, 63S, 113                                                                   | |
| 4                                          | Élelmiszerbolt               | 13       | 6, 11, 11A, 11B, 19, 36, 61, 63, 63S, 113                                                                   | |
| 5                                          | Rendelőintézet               | 12       | 6, 7, 7A, 7B, 11, 11A, 11B, 19, 27A, 36, 61, 63, 63S, 113                                                   | Rendelőintézet |
| 6                                          | Szent Lázár Kórház           | 11       | 6, 7, 7A, 7B, 11, 11A, 11B, 19, 27A, 36, 61, 63, 63S, 113                                                   | Nógrád Vármegyei Szent Lázár Kórház                                                                                  |
| 8                                          | Füleki úti körforgalom       | 9        | 1, 1U, 6, 7, 7A, 7B, 11, 11A, 11B, 13, 14, 19, 27A, 36, 46, 63, 63S, 113                                    | |
| 10                                         | Fő tér                       | 7        | 1, 1U, 6, 7, 7A, 7B, 11, 11A, 11B, 13, 14, 19, 27A, 36, 46, 63, 63S, 113                                    | Salgótarján József Attila Művelődési és Konferencia Központ, Karancs Szálló, dr. Förster Kálmán Emlékpark            |
| ∫                                          | Bem utca                     | 6        | 1, 3C, 5, 6, 7, 7A, 7B, 7C, 8, 11, 11A, 11B, 14, 19, 27A, 36, 46, 58, 63, 63S                               | Városháza, Dornyay Béla Múzeum, Apolló Mozi                                                                          |
| 12                                         | Megyeháza                    | 5        | 1, 1U, 3C, 5, 6, 7, 7A, 7B, 7C, 8, 9, 11, 11A, 11B, 13, 14, 19, 27A, 36, 46, 58, 63, 63S, 113               | Megyeháza |
| 14                                         | Tűzhelygyár                  | 3        | 1, 1U, 2A, 2T, 3C, 5, 6, 7, 7A, 7B, 7C, 8, 11, 11A, 11B, 13, 14, 19, 27A, 36, 46, 58, 63, 63S, 113          | Tűzhelygyár, Salgótarjáni Szakképzési Centrum Stromfeld Aurél Gépipari, Építőipari és Informatikai Szakközépiskolája |
| 15                                         | Tűzhelygyár alsó             | 2        | 1, 1U, 2A, 2T, 3C, 5, 6, 7, 7A, 7B, 7C, 8, 11, 11A, 11B, 13, 14, 19, 27A, 36, 46, 58, 63, 63S, 113          | Tűzhelygyár |
| 16                                         | Külső-pályaudvar bejárati út | 1        | 1, 1U, 2A, 2T, 3, 3C, 4, 5, 6, 7, 7A, 7B, 7C, 8, 9, 11, 11A, 11B, 13, 14, 19, 27A, 36, 46, 58, 63, 63S, 113 | Salgótarján külső Salgótarján helyi autóbusz-állomás                                                                 |
| 17                                         | Helyi autóbusz-állomás       | 0        | 1, 1U, 2A, 2T, 3, 3C, 4, 5, 6, 7, 7A, 7B, 7C, 8, 9, 11, 11A, 11B, 13, 14, 19, 27A, 36, 46, 58, 63, 63S, 113 | Salgótarján külső Salgótarján helyi autóbusz-állomás                                                                 |

## Külső hivatkozások
- Valós idejű utastájékoztatás Archiválva 2018. augusztus 21-i dátummal a Wayback Machine-ben